# 琳-克丽斯廷·里格尔胡特·科伦
琳-克丽斯廷·里格尔胡特·科伦（挪威語：Linn-Kristin Riegelhuth Koren，1984年8月1日—），挪威女子手球運動員，亦是挪威國家女子手球隊隊員，司職後衛/右翼。曾在2011年世界女子手球錦標賽為挪威隊奪得冠軍，2008年曾當選「國際手聯年度世界球員」（IHF World Player of the Year）。

## 生平
2008年，琳-克麗斯廷代表挪威參加中國北京舉行的奥林匹克运动会女子手球比賽，最終贏得一面金牌。
2012年，琳-克麗斯廷代表挪威參加英國倫敦舉行的奥林匹克运动会女子手球比賽，助球隊成功衛冕。

## 家庭
丈夫艾纳·桑特·科伦（Einar Sand Koren），两人于2011年6月結婚，此後改稱琳-克丽斯廷·里格尔胡特·科伦，而丈夫則改稱艾纳·里格尔胡特·科伦（Einar Riegelhuth Koren）。艾纳同為手球運動員，亦是挪威國家手球隊隊員。